# Station Pantyffynnon
Pantyffynnon is een spoorwegstation van National Rail in Carmarthenshire in Wales. Het station is eigendom van Network Rail en wordt beheerd door Transport for Wales.

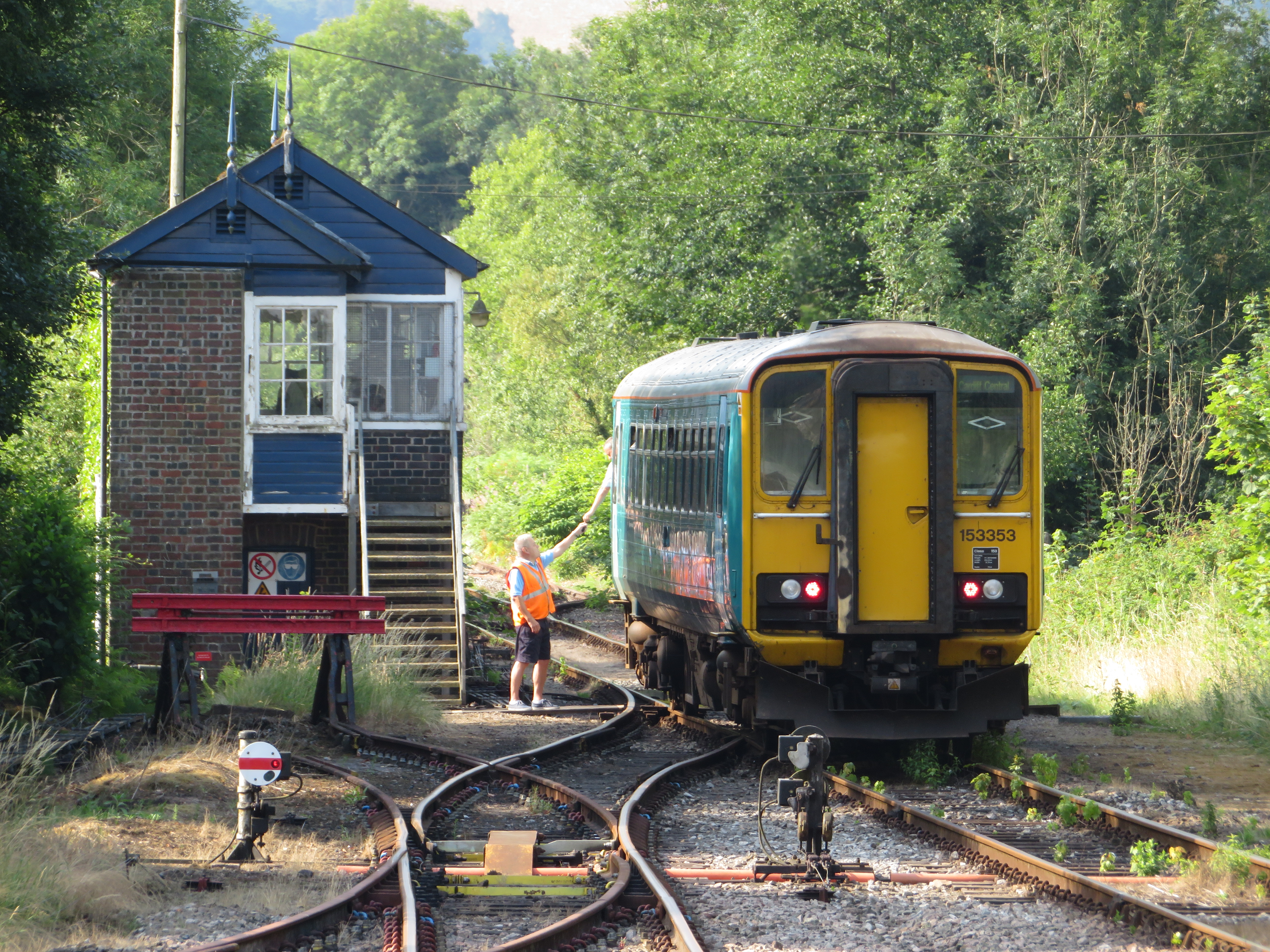
Overhandiging van "token"